# LGV Nord

Tracé, en rouge, de la LGV Nord ; en noir, les lignes classiques empruntées par les TGV
(carte de la fin des années 2000).

La LGV Nord, appelée aussi LGV Nord Europe ou ligne nouvelle 3 (LN3), est une ligne à grande vitesse française de 323 km de long reliant Paris à la frontière belge et au tunnel sous la Manche via Lille, mise en service en mai 1993. Autorisant en service commercial une vitesse de 300 km/h, elle a permis à sa création d'accélérer sensiblement les liaisons ferroviaires entre Paris et le nord de la France, mais aussi la Belgique et la Grande-Bretagne. Son tracé est jumelé avec celui de l'autoroute A1 sur 130 km. Située en totalité en plaine, elle ne comporte pas de rampe supérieure à 25 pour mille. La circulation y est entièrement contrôlée depuis le poste d'aiguillage et de régulation (PAR) de Lille.
Elle est constituée des lignes nos 226 000 et 216 000 du réseau ferré national, sous les dénominations « Ligne de Gonesse à Lille-Frontière (LGV) » et « Ligne de Fretin à Fréthun (LGV) ».

## Histoire

### Chronologie
- Le 29 septembre 1989, déclaration d'utilité publique ;
- Le 2 septembre 1991, début de la pose des rails ;
- Le 9 septembre 1992, mise sous tension des caténaires ;
- Le 20 octobre 1992, premiers essais de circulation avec la rame TGV Atlantique no 301 ;
- Le 23 mai 1993, mise en service d'une première section entre Paris (bifurcation de Gonesse) et Arras[2] ;
- Le 26 septembre 1993, mise en service d'un deuxième tronçon entre Arras (bifurcation de Croisilles) et Calais ;
- Le 2 juin 1996, mise en service de la dernière section entre Lille (triangle de Fretin) et la frontière belge.

### La première LGV internationale
Cette LGV a été prévue, avant tout, pour des liaisons européennes. Dès les années 1960, une ligne à grande vitesse internationale est étudiée pour des relations entre Paris, la Belgique et la Grande-Bretagne. Mais le 20 janvier 1975, le gouvernement britannique décide de faire cesser ce projet d'envergure, sous prétexte d'un renchérissement de la ligne projetée entre Londres et le tunnel sous la Manche. L'abandon du projet de tunnel sous la Manche fait échouer le projet de LGV, et la SNCF se réoriente vers la desserte Paris – Lyon, qui est sa problématique et sa ressource majeures. Le projet de LGV Sud-Est est finalement le premier réalisé en France.
Pourtant, lors du sommet franco-britannique du 10 septembre 1981, l'idée d'un lien fixe sous la Manche refait surface, et un nouveau projet est étudié. Dans le même temps, un lien ferroviaire entre Paris, le nord de la France, l'Angleterre et la Belgique est remis à l'étude. En juillet 1984, un rapport estime qu'une ligne nouvelle à grande vitesse entre Paris, Bruxelles et Cologne serait financièrement viable, sous condition d'un financement partiel apporté par la CEE. En 1986, une branche vers Amsterdam est ajoutée.
Par le traité de Canterbury, le 29 juillet 1987, la construction du tunnel sous la Manche est officialisée, avec un financement exclusivement privé. La création du TGV Nord Europe est en conséquence enclenchée. Par ailleurs, le projet complémentaire d'interconnexion des LGV en Île-de-France est également décidé le 9 octobre de la même année. En novembre 1989, le conseil des ministres des Transports européens réuni à La Haye décide du calendrier de réalisation en plusieurs étapes :
- 1993 : mise en service de la LGV Paris – Lille – tunnel sous la Manche ;
- 1995 : mise en service partielle de la LGV Lille – Bruxelles, avec aménagement connexe des lignes classiques Aix-la-Chapelle – Cologne et Rotterdam – Amsterdam ;
- 1997 : mise en service totale de la LGV Lille – Bruxelles le 14 décembre, le temps de trajet entre Paris et Bruxelles étant ramené à 1 h 22 min ;
- 1998 : mise en service de la LGV Louvain – Liège (LGV 2), Liège – Aix-la-Chapelle (LGV 3), frontière belgo-néerlandaise – Rotterdam (HSL-Zuid, en prolongement de la LGV 4), d'une nouvelle gare de passage à Anvers et de divers aménagements sur les lignes classiques[G 2] ;
- 2003 : mise en service de la première section de la High Speed 1 (CTRL 1), permettant de réduire de 17 minutes le temps de trajet entre Paris et Londres (soit 2 h 35 min), mais aussi entre Bruxelles et Londres ;
- 2007 : mise en service, le 14 novembre, de la seconde section de la High Speed 1 (CTRL 2), ramenant le temps de trajet, depuis Londres, à 1 h 50 min vers Bruxelles et à 2 h 15 min vers Paris.

La desserte voyageurs prévoit trois types de circulations spécifiques :
- les liaisons vers l'Angleterre empruntant le tunnel sous la Manche, avec un matériel au gabarit britannique apte aux trois tensions : française (25 kV), belge (3 kV) et anglaise (750 V par 3e rail) ;
- les liaisons de la France vers la Belgique, prolongées vers les Pays-Bas et l'Allemagne, avec un matériel tri ou quadri-tensions (25 kV, 3 kV, 1,5 kV et 15 kV pour l'Allemagne) ;
- les liaisons desservant seulement la France et la Belgique, avec matériel tri-tensions apte à circuler sur les autres LGV françaises[G 2].

Toutefois, certains TGV circulent déjà entre l'Île-de-France et Lille avant l'ouverture de la LGV Nord : en effet, des liaisons Lyon – Lille ont commencé dès septembre 1984, en contournant Paris par la ligne de grande ceinture et empruntant la ligne classique Paris – Lille.

### Variantes de tracé
À l'origine du projet, trois variantes de tracés sont étudiées :
- la variante A ou Ouest proposée par la région Picardie, passe au plus près d'Amiens, et se sépare en deux branches vers Lille et le tunnel près de Nœux-les-Mines ;
- la variante B étudiée dans le cadre du groupe PBKA, un axe longeant l'autoroute du Nord sur 130 km, traversant ou contournant Lille avant de se diriger vers le tunnel via la plaine de Flandre ;
- une variante C proposée par l'association TGV Est-européen, constituant un tronc commun avec le projet de TGV Est via Saint-Quentin, Cambrai et Lille[G 2].

À partir de 1985, la chambre de commerce et d'industrie d'Amiens a été à l'initiative d'une mobilisation, relayée par des responsables politiques et le quotidien Le Courrier picard, visant à obtenir le passage de la LGV par la préfecture picarde. La mobilisation locale subsiste alors en vue d'un doublement de la LGV Nord par une LGV Paris - Londres par Amiens (projet abandonné par la suite), mais également pour la ligne Roissy - Picardie (qui doit être mise en service en 2026).
La commission présidée par l'ingénieur Rudeau penche en faveur du tracé B, qui permet une meilleure intégration de la ligne en Île-de-France en épargnant les massifs forestiers, une coupure moindre du paysage en Picardie grâce au long jumelage avec l'autoroute existante, et un temps de parcours plus réduit entre Paris et Lille grâce au tracé plus direct. Ce choix provoque en revanche la colère des élus picards, en particulier amiénois, qui font tout pour empêcher puis ralentir le projet retenu.
À l'origine, la SNCF souhaite faire passer la ligne en dehors de l'agglomération lilloise et installer une gare en plein champ à l'ouest de Lille. Le maire de la ville, Pierre Mauroy, a souhaité une gare en centre-ville, ce qui faisait perdre trois minutes par train, soit une perte estimée de 800 millions de francs. Avec les conseils de Jacques Chirac, moins de la moitié de cette somme, dont 270 millions ont été apportés par le conseil régional du Nord-Pas-de-Calais, ont été dépensés pour permettre de dévier le tracé par le centre de l'agglomération, avec implantation d'une gare en centre-ville.
Ce tracé traverse donc le centre de Lille, profitant du déclassement d'une zone militaire non ædificandi, ce qui permet de meilleures liaisons entre Lille, Londres et Bruxelles et une meilleure rentabilité du projet avec un plus haut taux de remplissage des trains. En revanche, la proposition du conseil régional d'Île-de-France de faire passer la LGV Nord par l'aéroport de Roissy-Charles-de-Gaulle afin d'assurer sa desserte directe n'est pas retenue ; cette desserte est cependant assurée par la LGV Interconnexion Est, ouverte en 1994.

### Lancement du projet
L'ouverture annoncée du tunnel sous la Manche a provoqué une accélération du projet, avec la procédure légale dite « d'extrême urgence ». La mise en service de la ligne est prévue pour mai 1993, en même temps que l'ouverture alors projetée du tunnel sous la Manche. L'enquête préalable à la déclaration d'utilité publique se déroule en juin et juillet 1988 dans les huit départements desservis ou traversés, à savoir Paris, la Seine-Saint-Denis, le Val-d'Oise, la Seine-et-Marne, l'Oise, la Somme, le Pas-de-Calais et le Nord. Le décret de déclaration d'utilité publique est signé le 29 septembre 1989 et publié le lendemain au journal officiel. Les enquêtes parcellaires, qui permettent de déterminer les parcelles précises à acquérir, se déroule de décembre 1988 à juin 1989. Les acquisitions de terrains se déroulent très majoritairement à l'amiable, mais 2 500 parcelles d'un mètre carré sont acquises par les membres de l'association TGV Amiens, qui contestent toujours le tracé retenu, ce qui impose leur expropriation.

### Travaux
En janvier 1988, est créée la direction de la ligne nouvelle du TGV Nord et de l'interconnexion. Elle confie le suivi opérationnel des travaux de la LGV Nord à trois divisions basées à Louvres dans le Val-d'Oise, Arras dans le Pas-de-Calais et Armentières dans le Nord, plus une autre dédiée à l'interconnexion (basée à Tournan-en-Brie). Les travaux sont en outre confiés à trois groupes d'études et de travaux (GET), pour les zones de Paris-Nord à Gonesse où de grands remaniements sont à réaliser, dans la traversée de l'agglomération de Lille où une gare souterraine est prévue, et dans la zone d'accès au tunnel sous la Manche où une gare de passage est prévue à Fréthun.
Trois bases de travaux provisoires sont installées le long du tracé, à Longueil-Sainte-Marie, sur la ligne Paris – Bruxelles entre Creil et Compiègne dans l'Oise, à Hénin-Beaumont dans le Pas-de-Calais et à Oxelaëre, près de Cassel dans le Nord, sur la ligne Arras – Dunkerque. Chaque base couvre un linéaire d'environ cent kilomètres de ligne nouvelle à équiper.
La totalité des marchés de génie civil est passée au début de 1990. Les travaux de terrassement se déroulent conformément au calendrier prévu, particulièrement serré, mais la construction des ouvrages d'art prend un certain retard. La traverse du secteur de Seclin par un haut talus pose un problème et provoque une importante contestation locale.
La pose de la voie démarre le 2 septembre 1991, à raison de 1 500 mètres par jour. La pose se déroule à partir de la base de Longueil, entre les PK 51 et 109,5, et, d'autre part, à partir de la base d'Oxelaëre entre les PK 31 et 61 (de Lille). La voie est posée en quasi-totalité à l'été 1992, à l'exception de la traversée de Lille, à cause d'un retard provoqué par certaines municipalités. Le 9 septembre de la même année, la ligne est partiellement mise sous tension, ce qui permet à la rame TGV Atlantique no 301 de procéder aux premiers essais à partir du 20 octobre.

### Mise en service
La LGV Nord est inaugurée par le président de la République François Mitterrand le 18 mai 1993. La mise en service commerciale se déroule le 23 mai entre Gonesse, à proximité de Paris, et le raccordement de Croisilles près d'Arras, ce qui permet de relier Paris à Lille en 1 h 20, via la ligne classique à partir d'Arras. Hormis la problématique de la desserte d'Amiens, les dysfonctionnements de « Socrate », nouveau système de réservation qui déclenche des grèves des guichetiers de la SNCF, ainsi que la forte augmentation du prix des abonnements ont provoqué une vague de mécontentement qui ont assombri l'ouverture de la ligne.
La LGV est ouverte en totalité quatre mois plus tard le 26 septembre 1993, ce qui permet de relier Paris à Lille en moins d'une heure. Le tronçon Lille – Fréthun est également ouvert, mais n'est pas encore desservi, dans l'attente de l'ouverture du tunnel sous la Manche, alors repoussée au mois de décembre 1993.
Le 21 décembre 1993, quelques mois seulement après l'ouverture de la LGV, la plate-forme supportant la ligne s'effondre sur plus de six cents mètres au passage d'une rame, à cause d'un affaissement au droit d’une ancienne galerie datant de la Première Guerre mondiale (cavité anthropique), non détectée lors des travaux de construction. Cet affaissement entraîne le déraillement, à hauteur d'Ablaincourt-Pressoir (Somme), du TGV 7150 Valenciennes – Paris-Nord assuré par la rame TGV Réseau 511, à près de 300 km/h. La rame n'a heureusement pas quitté la plate-forme et ne s'est pas renversée. La motrice de tête et les quatre premières voitures déraillent mais restent dans l'axe de la voie ; sur les deux-cents passagers, un seul est légèrement blessé.
En mai 1994 se déroule la troisième phase de mise en service, avec l'inauguration des gares de Lille-Europe, Calais - Fréthun et de la controversée gare d'Ablaincourt-Pressoir, rebaptisée depuis la gare TGV Haute-Picardie, destinée à compenser — très partiellement — l'absence de desserte d'Amiens et surnommée par ses détracteurs la « gare des betteraves ». Parallèlement, le président François Mitterrand et la reine d'Angleterre Élisabeth II inaugurent le 6 mai le tunnel sous la Manche, finalement ouvert avec un an de retard. Mais il faut encore attendre jusqu'en novembre 1994 pour voir circuler les premières rames TGV TMST, du service transmanche Eurostar. C'est donc un an avant le tunnel et dix-huit mois avant les liaisons Eurostar en direction de Londres — vers la gare de Londres-Waterloo jusqu'au 13 novembre 2007, puis vers la gare de Londres-Saint-Pancras à partir du lendemain — que le premier tronçon de la LGV Nord a été mis en service.
Le 2 juin 1996, un premier tronçon de la branche belge vers Bruxelles est ouvert, ce qui achève la réalisation de la ligne. La LGV 1 n'est ouverte en totalité jusqu'à Bruxelles que le 14 décembre 1997, à la suite de nombreux désaccords politiques entre les communautés flamande et francophone sur le tracé de la LGV en Belgique, qui ont retardé d'autant le lancement des travaux. Avec sa section belge, d'une longueur de 71 kilomètres, la LGV Nord devient la première ligne à grande vitesse transfrontalière au monde.
Sur le plan commercial la mise en service est décevante avec une fréquentation inférieure de 40 % à celle attendue. Cet écart de fréquentation se conjugue à une sous-évaluation du coût des travaux de 25 %. Le taux de rentabilité interne, qui était estimé à 20 % lors de la planification de la ligne, a donc été réévalué à seulement 5 % en 2006, le seuil de rentabilité étant fixé à 8 %.
De 2015 à 2024, la ligne est en travaux. Il s'agit de renouveler les rails et le ballast sur la section comprise entre Verberie et Bois-Grenier, par tronçons successifs et uniquement la nuit afin de minimiser la gêne pour les circulations commerciales.

### Premiers TERGV

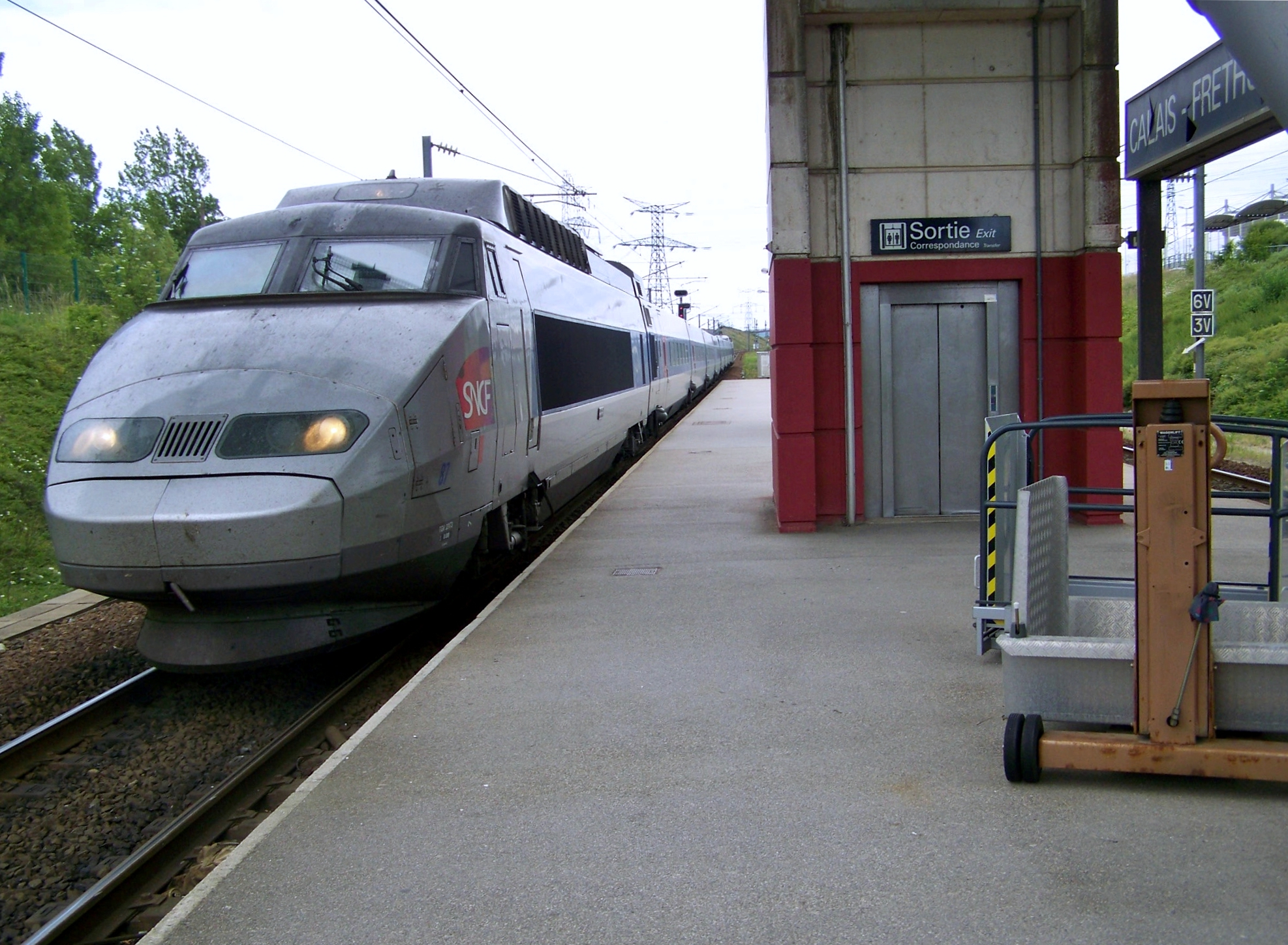
Un TERGV en direction de Lille-Europe, assuré par une rame TGV Sud-Est, à la gare de Calais - Fréthun.

Le 28 mai 2000, le conseil régional du Nord-Pas-de-Calais lance le concept de TER à grande vitesse (TERGV), reliant les grandes villes de la côte (Dunkerque, Calais et Boulogne-sur-Mer) à Lille-Europe, en partie avec des rames TGV Sud-Est rénovées, au prix d'un supplément tarifaire de 20 € (ou 3 €/jour), le « Pass Côte d'Opale ». Grâce à ce nouveau concept, en France comme en Europe, les trajets étaient écourtés d'une heure en moyenne. Face au succès de cette politique, encore unique en France en 2008, une nouvelle ligne a été créée en 2003 entre Lille et Arras. Une nouvelle relation a vu le jour en 2011 entre Lille et Rang-du-Fliers, à la suite de l'électrification partielle de la ligne classique Amiens – Boulogne. Le conseil régional a renouvelé début 2008 la convention passée avec la SNCF, pour la période 2008 – 2014, pérennisant les lignes existantes. À la suite de la fusion des régions Nord-Pas-de-Calais et Picardie, la gare d'Amiens est ajoutée au service en 2020, avec un aller-retour quotidien vers Lille en semaine (le retour étant de surcroît en provenance de Dunkerque).

## Description
Communément nommée LGV Nord ou « Ligne du TGV Nord », cette ligne à grande vitesse est une extension du réseau TGV en France qui permet de relier Paris à Lille, à la Belgique et au tunnel sous la Manche.
Elle autorise également, via l'interconnexion, la mise en place de relations rapides entre le nord de la France (et les pays limitrophes) avec les autres régions déjà dotées de LGV (sud-est, ouest et sud-ouest, est).
Elle est officiellement, en France, la « ligne no 226 000 de Gonesse à Lille-Frontière (LGV) », pour le tronçon de la bifurcation de Gonesse à la frontière belge, et la « ligne no 216 000 de Fretin à Fréthun (LGV) », pour la branche de Calais.

### Tracé

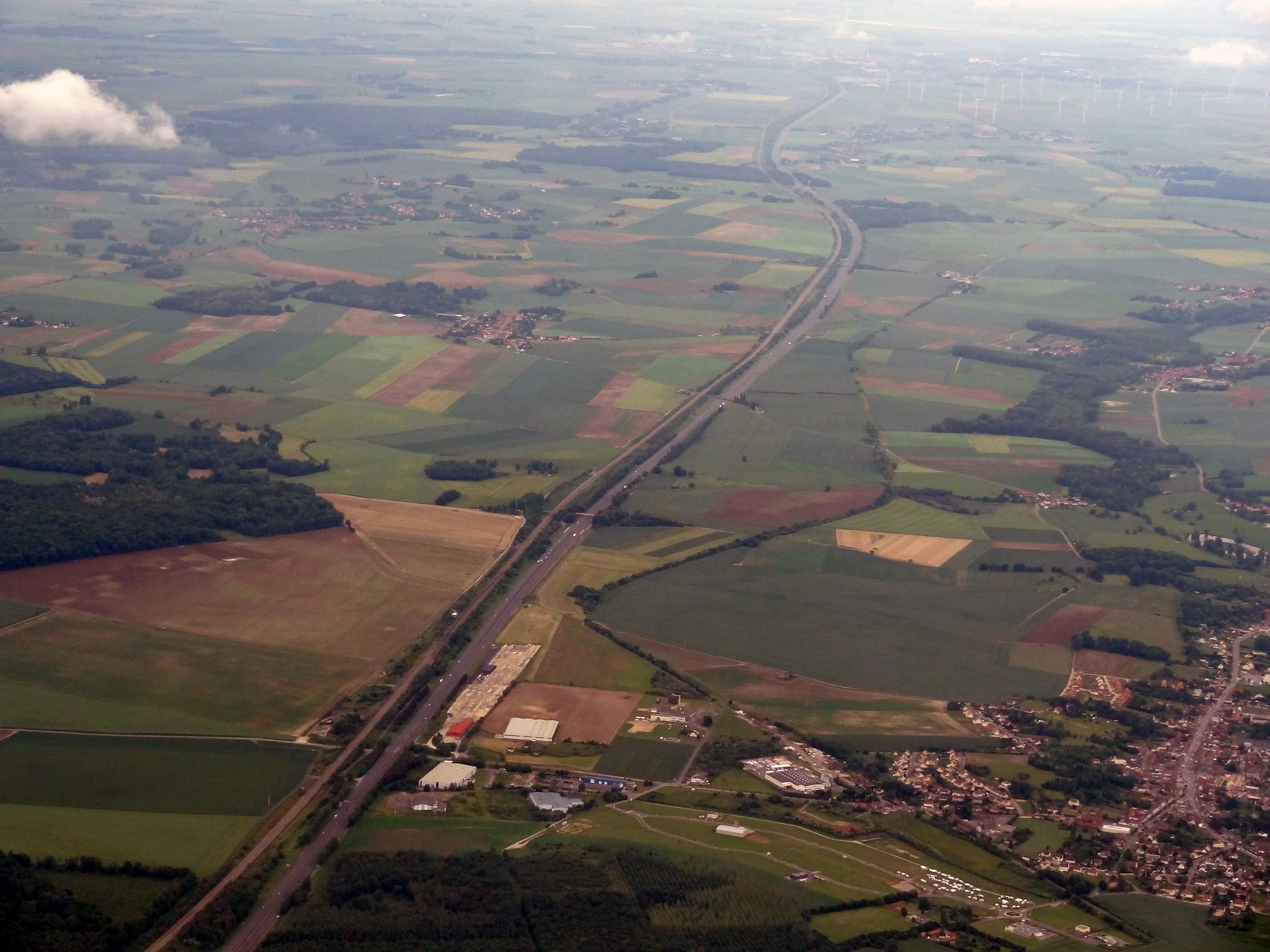
Vue aérienne de l'A1 et de la LGV Nord, à Ressons-sur-Matz (Oise). Les deux tracés sont jumelés sur une longueur de 130 kilomètres, à travers la plaine picarde.

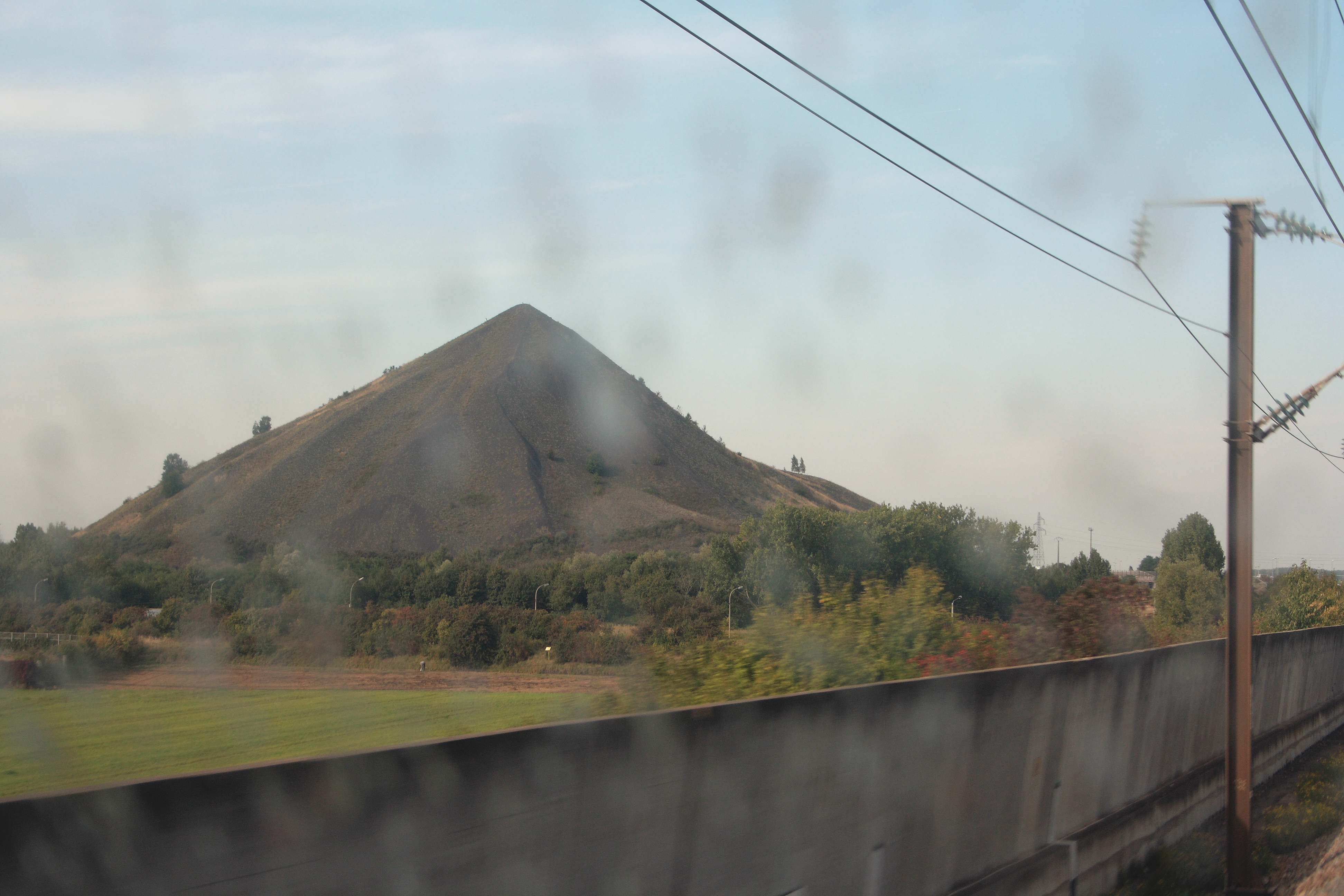
Terril de Sainte-Henriette, vu depuis un TGV. Ce point de repère marque l'entrée de la ligne dans le bassin minier du Nord-Pas-de-Calais.
Au premier plan, l'un des murs anti-bruit ayant été construit au bord de la plate-forme ferroviaire.

La ligne s'étend sur un total de 323 km (hors raccordements), dont 210 km d'Arnouville, au nord-est de la banlieue parisienne, à la frontière belge et 113 de Fretin à Fréthun. Les régions françaises traversées sont l’Île-de-France et les Hauts-de-France. Le rayon minimal des courbes est de 6 000 m, les plus faibles dans certains cas atteignant 4 000 m. Les rampes maximales sont de 25 ‰, limitées par la géographie des régions traversées.
La LGV Nord commence à Arnouville (Val-d'Oise), à 15,78 km de la gare du Nord sur la ligne Paris – Lille. À Vémars (Val-d'Oise), la LGV Interconnexion Est la rejoint. Après être passée à l'est de la forêt d'Ermenonville puis sur le viaduc de Verberie, elle rejoint l'autoroute A1 au niveau de Chevrières (Oise) et la longe du côté ouest jusque Carvin (Pas-de-Calais). À Ablaincourt-Pressoir, la gare TGV Haute-Picardie est seulement desservie par des TGV province-province. À Croisilles, une bifurcation mène au raccordement d'Agny vers Arras. À Rœux (Pas-de-Calais), un raccordement à voie unique relié à la section Arras – Douai permet le trafic entre Arras et les villes situées plus au nord. La LGV traverse l'A1 à Seclin (Nord). À Fretin, une branche part vers l'est, traverse la frontière à Wannehain (elle est dès lors appelée LGV 1) et se raccorde au réseau classique à Lembeek, au sud de Bruxelles. Après le triangle de Fretin, la LGV se raccorde à la ligne historique à Fives (Lille), après avoir longé une partie de la ligne de Fives à Hirson (dont la halte de Mont-de-Terre) près de Lezennes. Après avoir, pour certains, desservi la gare de Lille-Europe, les TGV et Eurostar continuent sur la LGV par Lambersart, où se trouve un double raccordement avec la ligne classique Lille – Hazebrouck, puis elle passe au sud d'Armentières et au nord d'Hazebrouck. À Cassel, un raccordement à voie unique permet de desservir Dunkerque. La LGV continue vers l'ouest, traverse l'A26 à Zouafques et se termine à Fréthun, au niveau du terminal Eurotunnel, ce qui permet aux TGV de desservir Calais, ou Boulogne-sur-Mer et Rang-du-Fliers après rebroussement, et aux Eurostar de traverser la Manche pour gagner Londres.
Le tracé a été beaucoup critiqué, surtout en Picardie, car aucune de ses villes n'est desservie alors que la LGV la traverse. Amiens, notamment, aurait voulu la LGV. Selon l'État, le tracé par Amiens était impossible, car le tracé par Lille imposait une ligne droite Paris – Lille pour permettre des parcours Paris – Londres dans un temps raisonnable. Le projet LGV Picardie assurerait la desserte d'Amiens, et réduirait le temps de parcours Londres – Paris à moins de deux heures. La Picardie dénonçait un « TGV politique » conduisant à « un gaspillage de trois milliards de l'argent public » et réclame « la construction sans délai du TGV économique Paris – Amiens – Calais ».

### Ouvrages d'art
La LGV Nord compte dix viaducs, qui totalisent 5 600 mètres de longueur cumulée, cinq tranchées cumulant 10 700 m, 181 ponts-routes, 138 ponts-rail et sauts-de-mouton, 161 ouvrages sur des cours d'eau, et 560 buses et dalots. Le plus long viaduc est le viaduc de la Haute-Colme, long de 1 827 m, qui permet à la ligne de franchir la vallée de l'Aa, dans le Nord. Le viaduc de Verberie, long de 1 510 m, permet le franchissement de l'Oise et fait suite à deux courts tunnels. On compte également une tranchée couverte sous l'aire de service d'Assevillers (A1), et surtout la traversée de l'agglomération Lilloise.

### Équipement
La LGV Nord a été conçue pour une vitesse nominale (potentielle) de 350 km/h. Cette vitesse est permise, entre autres, par l'entraxe des voies qui atteint 4,50 m au lieu de 4,20 m sur les LGV antérieures ou la LGV Interconnexion Est, limitée quant à elle à 270 km/h. Elle est exploitée en service commercial, depuis 1993, par des TGV à la vitesse maximum de 300 km/h.
La ligne compte une longueur totale de 1 292 km de files de rails (pour 323 km de double voie). Ces rails, au profil standard UIC, ont un poids de 60 kg/m. Ils ont été posés en longueurs de 288 ou 396 m, et soudés selon la méthode aluminothermique. La ligne compte 1 666 traverses en béton au kilomètre, soit au total d'environ 1,10 million de traverses. Le ballast est constitué de trois millions de tonnes de cailloux d'origine volcanique.
Des détecteurs de chutes d'objets sont placés sur la plupart des passages supérieurs, ce qui permet de couper la circulation ferroviaire le cas échéant. La LN 3 compte vingt-cinq PRCI.

#### Électrification
La ligne a été électrifiée, comme les autres LGV, en courant alternatif 2 × 25 kV, à une fréquence de 50 Hz.

#### Signalisation
La ligne est équipée des circuits de voie à haute fréquence et de la transmission voie-machine, comme les autres LGV françaises. La dernière version (TVM 430) de ce système est installée.

### Trois gares nouvelles
La LGV Nord comporte trois gares nouvelles : TGV Haute-Picardie, Lille-Europe et Calais - Fréthun.

#### TGV Haute-Picardie
Inaugurée en 1993, la gare TGV Haute-Picardie a été bâtie en rase campagne sur le plateau du Santerre, au centre de l'ancienne région Picardie, à proximité du village d'Ablaincourt-Pressoir, au point kilométrique 111 de la LGV. Surnommée la « gare des betteraves », elle se situe à mi-chemin entre Amiens et Saint-Quentin et était difficile d'accès avant la construction de l'autoroute A29 en 2001. La gare est reliée aux deux principales villes de cette ancienne région grâce à des liaisons par autocars.

#### Lille-Europe
Inaugurée par le président de la République François Mitterrand en mai 1994, la gare de Lille-Europe se situe à Lille, dans le quartier d'Euralille, à quatre cents mètres de la gare de Lille-Flandres. Surnommée la « gare des courants d'air », elle est desservie par la ligne 2 du métro de Lille, et, grâce à sa gare voisine des Flandres, elle permet de communiquer avec le reste de l'ancienne région Nord-Pas-de-Calais, avec des TER Hauts-de-France.
La gare possède six voies, quatre extérieures de desserte encadrant deux quais centraux, et deux voies centrales qui permettent aux trains de continuer leur trajet vers Calais et Londres sans arrêt, à la vitesse de 200 km/h.

#### Calais - Fréthun
Inaugurée en septembre 1993, la gare de Calais - Fréthun se situe sur le territoire de la commune de Fréthun, à sept kilomètres de Calais. Elle est desservie par certains trains du service Eurostar vers Londres, et depuis 2000, par les TERGV venant de Lille-Europe.

### Environnement
La construction d'une infrastructure a un impact important sur son environnement, en particulier par l'effet de coupure provoqué dans le paysage. La SNCF a en conséquence tenté de faire de la LGV Nord une ligne exemplaire par son intégration en minimisant le mieux possible les nuisances. En conséquence de cette politique, la protection de l'environnement a coûté 16 % de la totalité du coût du projet.
Avant le début du chantier, la SNCF a procédé à un recensement systématique des voies de migration de grands animaux, en partenariat avec les sociétés de chasse et les associations de défense de l'environnement. Outre la traversée du bassin minier et de l'agglomération Lilloise, l'autre zone particulièrement délicate se situe à proximité des grands massifs forestiers de Chantilly, Halatte et Ermenonville au sud de l'Oise. Ce massif est un des principaux ensembles boisés de la ceinture verte de Paris et est le plus visité de la périphérie parisienne après la forêt de Fontainebleau. Contrairement à l'autoroute du Nord qui avait coupé en deux le massif lors de sa construction en 1962, la LGV Nord le contourne par l'est.
Mais la ligne se situe dans la zone de migration des ongulés sauvages, en particulier les cervidés. Le massif abrite en effet de 600 à 800 cerfs et biches. Cette situation a justifié la construction d'un passage pour cervidés entre la forêt d'Ermenonville et le bois de Montlognon, sous forme d'une dalle de béton de 80 mètres de large. Ce passage a coûté vingt millions de francs (trois millions d'euros). Cinq autres ouvrages de type similaire mais de moindre envergure, soit douze mètres de largeur, ont été réalisés dans cette zone, et dans le Nord-Pas-de-Calais, à proximité des forêts de Watten, d'Éperlecques ou de Zouafques. Ils sont plus particulièrement destinés aux chevreuils et sangliers. Des ouvrages sous remblai ont également été conçus pour les petits mammifères et les batraciens des Watergangs. Ces ouvrages sont entretenus par les communes concernées et les sociétés de chasse, à la suite d'un conventionnement avec la SNCF.
La ligne est longée de 32 km de murs et 41 km de merlons de terre de protection acoustique.

### Archéologie
En 1988, une convention est signée entre le ministère de la Culture, l'association pour les fouilles archéologiques nationales — qui gère les fouilles de sauvegarde en France — et la SNCF. Cette dernière consacre soixante millions de francs aux fouilles archéologiques sur le tracé. Ce montant permet l'acquisition de véhicules et de divers matériels pour équiper les trois-cents archéologues qui investissent le terrain. Le tracé de 323 kilomètres constitue alors l'un des plus grands chantiers archéologiques d'Europe voire du monde. Mais le temps est compté et seuls 89 sites sur les 165 recensés sont fouillés. Les fouilles de sauvegarde permettent la mise au jour de nombreux trésors archéologiques, balayant une période s'étendant du Paléolithique moyen au bas Moyen Âge.
Ainsi à Fresnes-lès-Montauban dans le Pas-de-Calais, une nécropole de l'âge du bronze est découverte ; à Verberie, c'est une ferme gauloise qui est mise au jour. À Beuvraignes, dans la Somme, c'est une officine de potier d'époque gallo-romaine qui est fouillée, et à Zouafques, dans le Pas-de-Calais, de nombreux objets, armes, monnaies sont extraits d'une villa gallo-romaine.

### Travaux complémentaires
Outre la construction de la ligne nouvelle, le projet comprend plusieurs opérations complémentaires sur le réseau classique :
- le réaménagement de la gare de Paris-Nord et du plan des voies en avant-gare ;
- la pose d'une cinquième voie sur la ligne de Paris-Nord à Lille au nord de Paris, sur six kilomètres, de Pierrefitte-sur-Seine à la bifurcation de Gonesse ;
- des électrifications, en partie financées par le conseil régional du Nord-Pas-de-Calais, permettant le prolongement des circulations TGV, de Lille à Baisieux et Tournai en mai 1993, Hazebrouck – Calais, Douai – Cambrai, puis Boulogne – Calais en mai 1994[G 9].

## Desserte

### Liaisons nationales

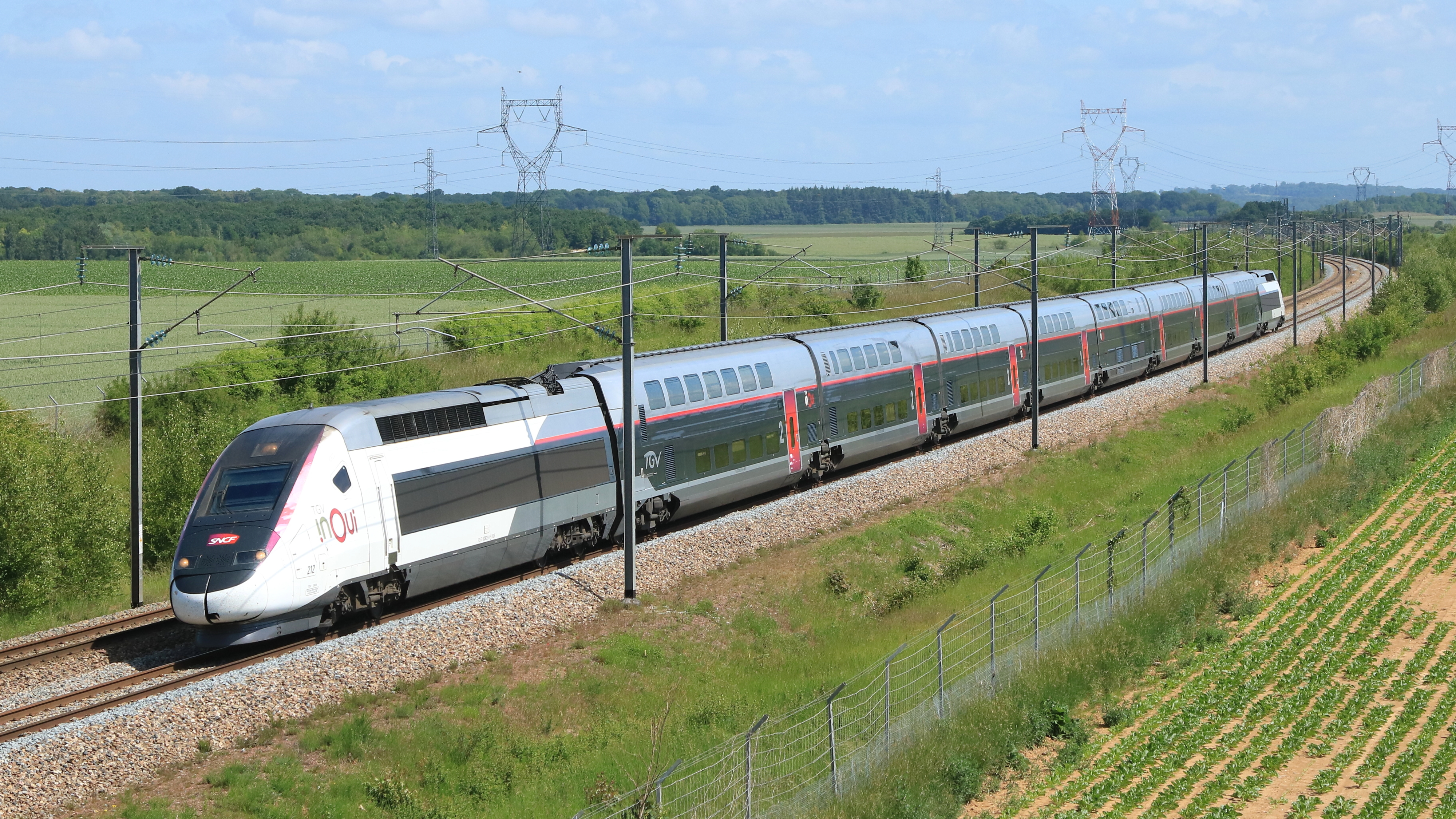
Rame TGV Duplex, vue près d'Ermenonville, assurant une liaison Lille – Montpellier.

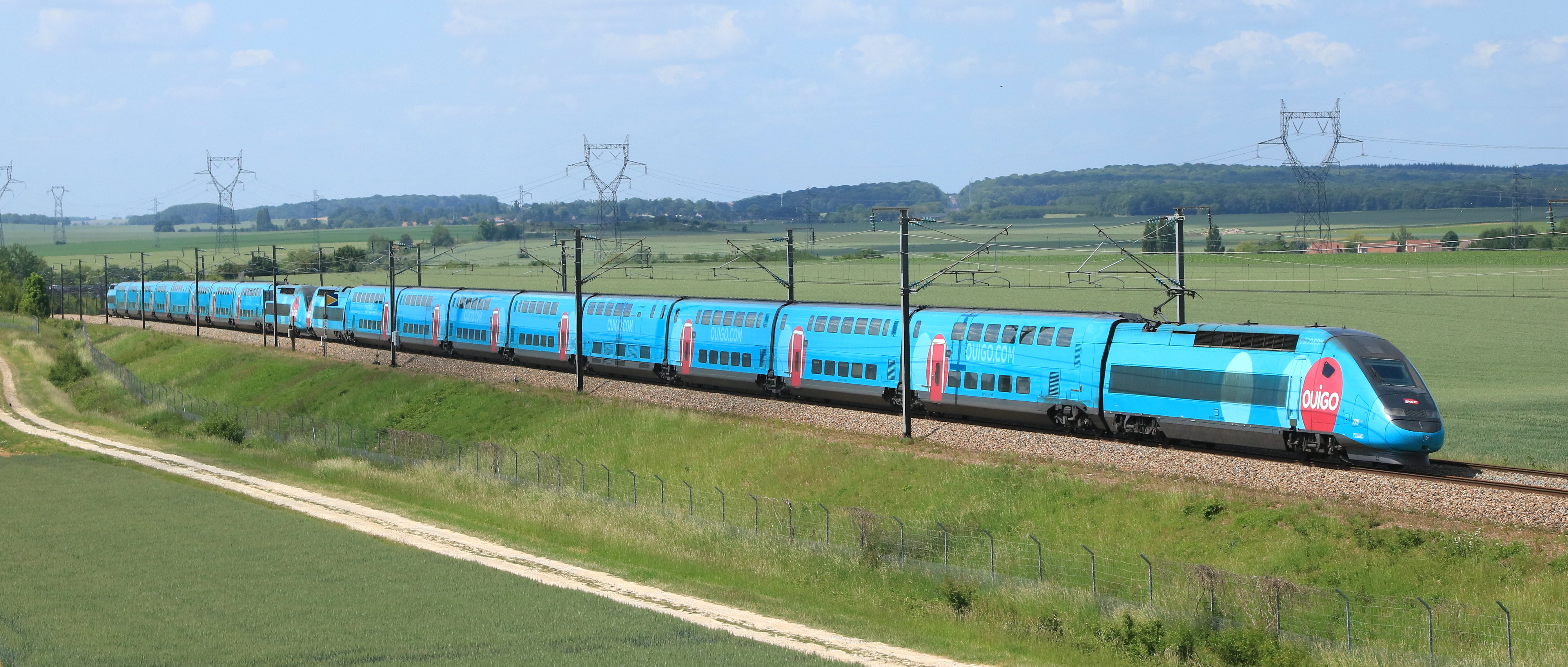
UM de rames Ouigo, également vue près d'Ermenonville, effectuant la liaison Lille – Marseille.

Le meilleur temps de trajet Paris – Lille est passé de 1 h 59 min à 59 min.
Le 23 mai 1993, l'ouverture du premier tronçon de la LGV permet de relier Paris à Lille en 1 h 25, avec emprunt de la ligne classique d'Arras à Lille. Une dizaine de liaisons relient Paris et Lille, mais d'autres assurent les liaisons entre Paris et les villes de l'agglomération lilloise (Croix et Wasquehal, Roubaix, Tourcoing), celles du bassin minier (Lens, Béthune, Valenciennes), ou encore Hazebrouck et Dunkerque. Les trains Corail continuent à assurer une partie du trafic pendant la période de transition. Le trafic augmente de 25 % en moyenne (par rapport à la même période de 1992), et le taux de remplissage moyen est alors de 70 %.
Le 26 septembre 1993, la ligne est ouverte en totalité de Gonesse (Paris) à Fréthun (Calais), et neuf aller-retours assurent la relation Paris – Lille en une heure. Avec l'ouverture de la gare de Lille-Europe le 23 janvier 1994, la desserte passe à seize aller-retours quotidiens. Un aller-retour Paris – Dunkerque et un Paris – Calais via Lille-Europe sont créés, ainsi que la relation Paris – Cambrai, qui ne perdure pas faute de clientèle. À partir du 25 janvier 1998, la relation Paris – Lille est cadencée, à l'image des liaisons Paris – Lyon et Paris – Nantes.
En 2025, les dessertes nationales radiales (donc hors liaisons TERGV) sont les suivantes :
- Paris-Nord – Lille-Flandres ;
- Paris-Nord – Arras – Lille-Europe – Dunkerque ;
- Paris-Nord – Arras – Lille-Europe – Calais-Fréthun – Calais-Ville ;
- Paris-Nord – Arras – Lille-Europe – Calais-Fréthun – Boulogne-Ville (certains trains transitent par Douai) ;
- Paris-Nord – Arras – Lille-Europe – Calais-Fréthun – Boulogne-Ville – Étaples-Le Touquet – Rang-du-Fliers-Verton-Berck ;
- Paris-Nord – Arras – Lille-Flandres – Croix-Wasquehal – Roubaix – Tourcoing ;
- Paris-Nord – Arras – Douai – Valenciennes (certains trains transitent par Lens) ;
- Paris-Nord – Arras – Lens – Béthune – Hazebrouck – Dunkerque.

Les LGV Nord et Interconnexion Est permettent également de nombreuses liaisons régulières évitant Paris (liste valable en 2025) :
- depuis Lille (essentiellement des TGV inOui, complétés par des trains Ouigo sur certaines relations) : Rennes, Nantes, Bordeaux, Lyon, Marseille, Montpellier, Bourg-Saint-Maurice (uniquement en hiver) ;
- depuis Bruxelles (uniquement des TGV inOui) : Lille, Rennes, Nantes, Strasbourg, Lyon, Marseille, Montpellier, Perpignan ;
- depuis Tourcoing (uniquement des trains Ouigo) : Marseille, Montpellier, Bordeaux.

Diverses liaisons ont été supprimées (le plus souvent faute d'un nombre suffisant de voyageurs), entre 1994 et 2022 :
- TGV Haute-Picardie – Paris[27] ;
- Paris – Cambrai[13] ;
- Lille – Cherbourg[28] ;
- Bruxelles – Grenoble[29] ;
- Le Havre – Strasbourg, via la Grande Ceinture nord et Roissy[30] ;
- Cherbourg – Dijon, via la Grande Ceinture nord et Roissy[30] ;
- Lille – Hendaye – Irun[31] ;
- Lille – Toulouse via Bordeaux[31] ;
- Lille – Besançon via Dole ;
- Paris – Saint-Omer[32] ;
- Lille – Toulouse via Montpellier ;
- Lille – Grenoble[33] ;
- Lille – Genève (assurée par Lyria)[34] ;
- Lille – Saint-Malo[35] ;
- Brive-la-Gaillarde – Lille[36] ;
- Lille – Le Croisic[37] ;
- Tourcoing – Nantes (assurée par Ouigo) ;
- Tourcoing – Rennes (assurée par Ouigo) ;
- Lille – Mulhouse[38] ;
- Bruxelles – Nice ;
- Lille – Quimper ;
- Bruxelles – Bordeaux.

### Liaisons internationales

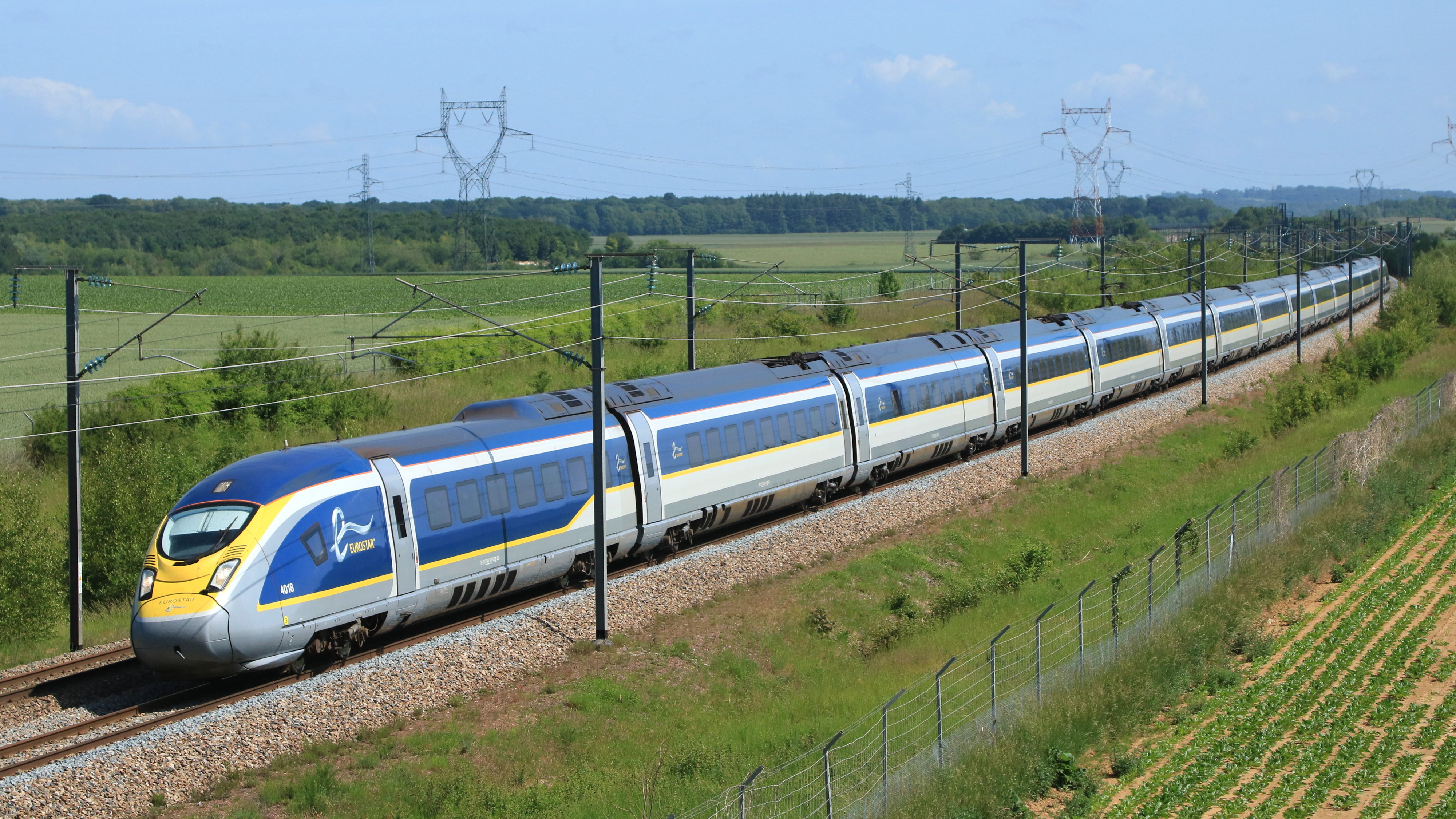
À hauteur d'Ermenonville, une rame Eurostar e320 se dirige vers Paris.

Les relations Eurostar démarrent timidement, le 14 novembre 1994, avec deux aller-retours quotidiens entre Paris ou Bruxelles et Londres, en respectivement 3 h et 3 h 15 min. Le service connaît une montée en charge progressive durant l'année 1995 avec la livraison du matériel roulant. Le taux de remplissage atteint 60 % sur Paris – Londres, ce qui est correct mais toutefois en deçà des prévisions, mais de seulement 25 % sur Bruxelles – Londres, handicapé par l'absence de ligne à grande vitesse en Belgique. En 2008, la ligne Paris – Londres n'est pas cadencée mais proche de la fréquence horaire, avec des relations en 2 h 15 depuis l'ouverture en totalité de la ligne à grande vitesse High Speed 1, achevée en 2007, entre Londres et le tunnel sous la Manche.
Trois des quatre relations TEE Paris – Bruxelles sont remplacées par des TGV tri-tensions, exploités sous la marque Thalys, à compter du 23 janvier 1995. Mais au-delà de Lille, où un rebroussement est obligatoire à la gare de Lille-Flandres, le gain de temps reste modeste — cinq à dix minutes — faute de LGV côté belge, avec un meilleur temps de trajet de 2 h 14. L'ouverture d'un premier court tronçon de la LGV 1, de la frontière française à Tournai, en juin 1996, permet un nouveau gain de temps de onze minutes. Cinq minutes sont encore gagnées fin 1996 avec le relèvement à 160 km/h de la vitesse en Belgique. Enfin, le 14 décembre 1997, la LGV belge est ouverte en totalité, ce qui permet d'augmenter la fréquence à seize aller-retours quotidiens en 1 h 25, avec un cadencement à l'heure (ou à la demi-heure en pointe). Plusieurs trains sont prolongés vers l'Allemagne, tandis que d'autres vont à Amsterdam.
Les dessertes internationales sont, en 2025, les suivantes :
- Eurostar vers le Royaume-Uni (services transmanches) :
  - Paris – Londres,
  - Londres – Lille – Bruxelles – Rotterdam – Amsterdam (la plupart des trains ont pour terminus Bruxelles) ;

- Eurostar circulant en Europe continentale (ex-Thalys) :
  - Paris – Bruxelles,
  - Paris – Bruxelles – Anvers – Rotterdam – Schiphol – Amsterdam,
  - Paris – Bruxelles – Liège – Aix-la-Chapelle – Cologne – Düsseldorf – Aéroport de Düsseldorf – Duisbourg – Essen – Dortmund (certains trains ont pour terminus Cologne ou Düsseldorf),
  - Amsterdam – Bruxelles – Roissy – Marne-la-Vallée[39],
  - Amsterdam – Bruxelles – Marseille (en été),
  - Amsterdam – Bruxelles – Bourg-Saint-Maurice (en hiver).

Certaines liaisons effectuées par Eurostar ont été supprimées, entre 2020 et 2023 :
- Londres – Lyon – Avignon – Marseille[40] ;
- Londres – Bourg-Saint-Maurice (en hiver) ;
- Londres – Marne-la-Vallée[41].

Il en va de même pour Thalys (marque supprimée en 2023), entre 1999 et 2022 :
- Ostende – Bourg-Saint-Maurice (en hiver)[42] ;
- Bruxelles – Genève[43] ;
- Paris – Bruxelles – Gand – Bruges – Ostende (surnommée « Thalys flamand »)[44] ;
- Paris – Mons – Charleroi – Namur – Liège (surnommée « Thalys wallon »)[45] ;
- Paris – Aéroport de Bruxelles ;
- Lille – Bruxelles – Amsterdam[39] ;
- Bruxelles – Bordeaux (en été) ;
- Paris – Bruxelles (uniquement le service Izy)[46].

### Matériels roulants

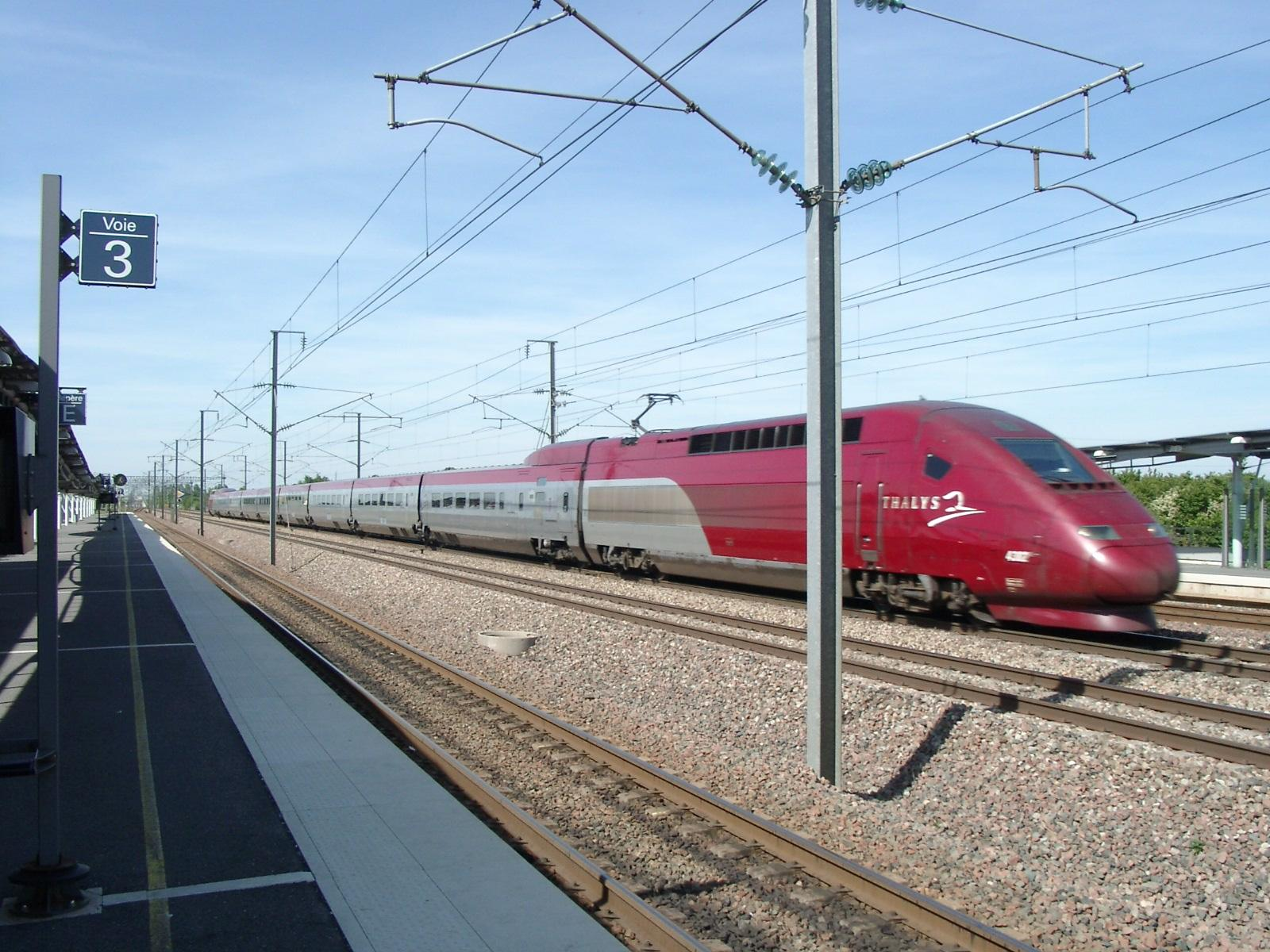
Une rame TGV PBKA traverse sans arrêt la gare TGV Haute-Picardie.

Contrairement aux LGV Sud-Est et Atlantique, qui ont vu circuler un matériel homogène durant les premières années d'exploitation, la LGV Nord a été conçue dès l'origine pour différents types de matériels, compte tenu de son rôle international.
Plusieurs types de rames à grande vitesse sont présents sur la ligne (liste valable dans les années 2020) :
- les TGV du réseau national de SNCF Voyageurs (relations radiales et province – province) : TGV POS, TGV Réseau et TGV Duplex (toutes les séries sauf les Euroduplex) ;
- les rames du service Eurostar : TGV TMST (Paris – Londres et Bruxelles – Londres) et e320 (Paris – Londres et Amsterdam – Bruxelles – Londres), pour les relations desservant le Royaume-Uni ; TGV PBA (Paris – Bruxelles – Amsterdam) et PBKA (Paris – Bruxelles – Köln – Amsterdam) ex-Thalys, assurant les liaisons de la France vers la Belgique et les Pays-Bas, ainsi que l'Allemagne (uniquement les rames PBKA pour cette dernière).

## Impact socio-économique
L'ouverture de la LGV Nord a permis la création d'un véritable réseau européen à grande vitesse. Les relations directes entre Paris et Londres ont bouleversé la part de marché du rail qui a rapidement conquis une large part de la clientèle aérienne. Les chiffres de fréquentation sont restés néanmoins en dessous des prévisions, probablement surestimés pour des raisons politiques. La liaison Paris – Bruxelles a permis de diviser par deux le temps de trajet via ligne classique, et a provoqué la fermeture par Air France le 28 novembre 1999 de la liaison aérienne qui n'était plus concurrentielle.

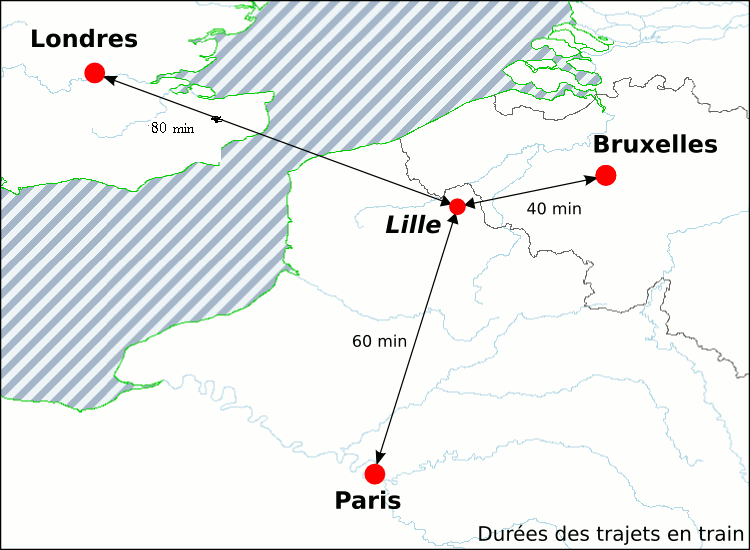
Lille est à 60 minutes de Paris, 80 de Londres et 35 de Bruxelles, grâce à la LGV Nord.

La rapidité des relations entre Paris et le nord de la France provoque une relative extension du poids économique de la capitale et des migrations pendulaires. Avec les autres LGV rayonnant autour de Paris, la LGV Nord tend à transformer les villes du Bassin parisien en « banlieues dortoirs ». En 2007, environ 1 300 personnes sont des pendulaires entre Paris et Lille, c'est-à-dire utilisateurs quotidiens de la ligne en semaine pour un trajet domicile-travail. 80 % de ce trafic est en direction de Paris, mais il ne représente que 9 % du trafic global pour les voyageurs quotidiens (et 23 % pour ceux empruntant la ligne plusieurs fois par semaine), contre 20 % pour les relations du Mans ou de Tours vers la capitale.
La ville de Lille est toutefois une des principales grandes gagnantes du projet LGV Nord. Elle a évolué d'une situation de cul-de-sac ferroviaire au nord de la France à une position de carrefour de l'Europe, au centre du triangle Paris – Londres – Bruxelles. La ville est reliée grâce à la ligne grande vitesse à Paris en une heure, à Londres en une heure vingt et à Bruxelles en trente cinq minutes.
Afin d'éviter néanmoins que la ville de Lille ne devienne qu'un simple point de passage, Pierre Mauroy a dû convaincre qu'elle était « le centre de gravité d'un triangle isocèle Paris-Londres-Bruxelles ». C'est ainsi qu'est né le projet d'Euralille, nouveau quartier d'affaires autour de la nouvelle gare de la ville sur la ligne à grande vitesse, afin d'apporter un développement économique à l'agglomération et d'éviter une évolution en banlieue dortoir de Paris.
Ainsi, Lille est la ville qui a probablement le mieux su tirer parti du train à grande vitesse, contrairement aux autres villes de l'agglomération lilloise comme Roubaix, Tourcoing, ou celles du reste de l'ancienne région Nord-Pas-de-Calais comme Lens, Cambrai ou Douai.

## Scandale financier
La construction de la LGV Nord a été entachée par un scandale financier, certaines entreprises de BTP participant à la construction ayant perçu de la SNCF des rallonges budgétaires importantes sans justification valable. Une autre partie de cette fraude (ainsi que diverses malversations), découverte en 2003 par un cadre de la compagnie ferroviaire, a entraîné la mise à disposition de celui-ci sans affectation depuis.

## Projets

### Installation de l'ERTMS
En 2018, un accord entre SNCF Réseau, Infrabel, Eurotunnel et HS1, qui sont les quatre exploitants de l'axe à grande vitesse Paris – Londres – Bruxelles, a été signé afin de développer l'ERTMS (signalisation européenne unique), de concert, afin d'effectuer le basculement de la TVM 430 (signalisation actuelle) vers l'ERTMS en une seule fois. Cela favorisera les exploitants internationaux (qui n'auront plus besoin de la TVM dans leurs trains) et permettra d'éviter les surcoûts liés à la double signalisation.

### Troisième gare de Lille
En raison de la saturation progressive des gares de Lille-Flandres et de Lille-Europe, mais aussi pour améliorer la desserte du bassin minier du Nord-Pas-de-Calais (notamment Hénin-Beaumont, qui, bien qu'ayant son territoire communal traversé par la LGV, n'est pas desservie par les TGV), il était envisagé de créer une troisième gare de Lille. Celle-ci aurait également été un pôle d'échanges, en faisant partie du futur service express régional métropolitain Hauts-de-France.